# Georg Moritz Heyde
Georg Moritz Heyde (* 22. Januar 1810 in Dresden-Friedrichstadt; † 20. Juli 1886 in Dresden) war ein deutscher Stenograf.

## Leben und Wirken
Georg Moritz Heyde besuchte von 1823 bis 1830 die Kreuzschule in Dresden. Anschließend studierte er an der Universität Leipzig Evangelische Theologie und Klassische Philologie und promovierte dort 1833 bei dem Klassischen Philologen Gottfried Hermann. Außerdem legte er 1833 bzw. 1835 die theologischen Examen ab. Ab 1836 ließ er sich als Stenograf  ausbilden und war 1839/40 und 1842/43 als Hilfsstenograf beim Sächsischen Landtag tätig. Von 1839 bis 1849 war Heyde außerdem als „Hilfsarbeiter“ an der Katalogisierung an der Sächsischen Staatsbibliothek in Dresden beteiligt. Im Jahre 1850 erhielt er eine feste Anstellung beim Königlichen Stenographischen Institut Dresden, 1857 wurde ihm für die Tätigkeit dort der Professorentitel verliehen. Das Institut leitete er dann von 1866 bis zu seinem Eintritt in den Ruhestand 1878. Neben verschiedenen Aufträgen als Stenograf und seiner Unterrichtstätigkeit am Dresdner Institut und andernorts betätigte er sich als Schriftleiter stenografischer Fachzeitschriften, außerdem verfasste er Lehrwerke zur Stenografie. Dabei beschäftigte er sich vor allem mit der Weiterentwicklung der Stenografie von Franz Xaver Gabelsberger. 

## Veröffentlichungen
- (mit Karl Krause u. H. F. Steinmann): Lehrbuch der Gabelsberger'schen Stenographie. Meinhold, Dresden 1853.
- (mit Karl Krause): Lesebuch zum Lehrbuch der Gabelsberger'schen Stenographie. Meinhold, Dresden 1854.
- (Bearb.): Stenographenlieder. Vier Teile. Dietze, Dresden 1858–1863.
- (mit Julius Woldemar Zeibig): Stenographische Lehrstunden. Payne, Leipzig 1860–1862.
- (Bearb., mit Julius Woldemar Zeibig): Praktischer Kursus zum Selbstunterricht in der Stenographie (System Gabelsberger). Payne, Reudnitz bei Leipzig 1886.